# Svartdalspiggen
Svartdalspiggen is een bergkam behorende bij de gemeenten Lom en Vågå in de provincie Oppland in Noorwegen.
De bergkam, gelegen in Nationaal park Jotunheimen, bestaat uit drie toppen:
- Store Svartdalspiggen (2174 m)
- Nordre Svartdalspiggen (2137 m)
- Søndre Svartdalspiggen  (2060 m)
- Midtre Svartdalspiggen (2060 m)